# Jaromíra Hüttlová
Jaromíra Hüttlová, rozená Jaromíra Eliášová (11. listopadu 1893 Tábor – 21. října 1964 Praha) byla česká středoškolská pedagožka, spisovatelka a překladatelka z němčiny a francouzštiny. Autorka knih a románů převážně pro mládež, dcera spisovatele T. E. Tisovského.

## Mládí a studia
Narodila se v rodině státního úředníka Zemského finančního ředitelství Tobiáše Eliáše a Rosalie (roz.Janovské, 1868–1943). Jaromíra vyrůstala s bratry Oldřichem a Mojmírem a sestrou Miloslavou. V roce 1899 se Eliášovi přestěhovali do Prahy, kde začala chodit do pětitřídní školy v Praze na Karlově, pak pokračovala ve studiu na dívčím gymnáziu Minerva a středoškolské vzdělání zakončila maturitou na Akademickém gymnáziu v roce 1912. Ve studiu pokračovala na Filozofické fakultě pražské německé univerzity – latinu a němčinu, aby perfektně zvládla jazyk. Za rok po sňatku s německým praporčíkem PhDr. Willym Hüttlem, v roce 1917 získala doktorát– PhDr. (prací Untersuchungen zum Leben der Kaiserin Julia Domna - Studie o životě císařovny Julie Domny) a dále studovala oba jazyky na Univerzitě Karlově. Vysvědčení učitelské způsobilosti (latiny a němčiny na středních školách) získala 18.12.1925; vyučovala v Praze na Reformním reálném gymnáziu ve Slezské ul. a Reálném gymnáziu Smíchov. Pak působila na Akademickém gymnáziu (klasickém) Na Příkopech a na Reálném gymnáziu ve Vršovicích v Kodaňské ulici, zde byl ředitelem prof. Josef Rybka, její druhý manžel od roku 1936. Po obsazení Sudet 1938 byly vdané profesorky předčasně penzionovány, aby se mohly umístit stovky profesorů odsunutých z pohraničí. V roce 1945 se J. Hüttlová-Rybková vrátila do škol – nejprve Klasické gymnázium Žižkov-Kubelíkova, pak Reálné gymnázium Lobkovicovo náměstí. Po zrušení gymnázií učila na nižším stupni škol (př.Na Zelené lišce), ale jiné předměty než měla aprobaci. V roce 1951 odešla do důchodu a až do konce svého života dávala soukromé hodiny němčiny, latiny a francouzštiny, většinou studentům z okolí svého stálého bydliště – na rozhraní Strašnic, Vinohrad a Žižkova – v Okrajní ulici. Tato lokalita je často zachycována v jejích románech z té doby. Jaromíra Hüttlová zemřela v 70 letech a je pochována v rodinné hrobce na hřbitově v Sadské u Nymburka.

## Spisovatelka

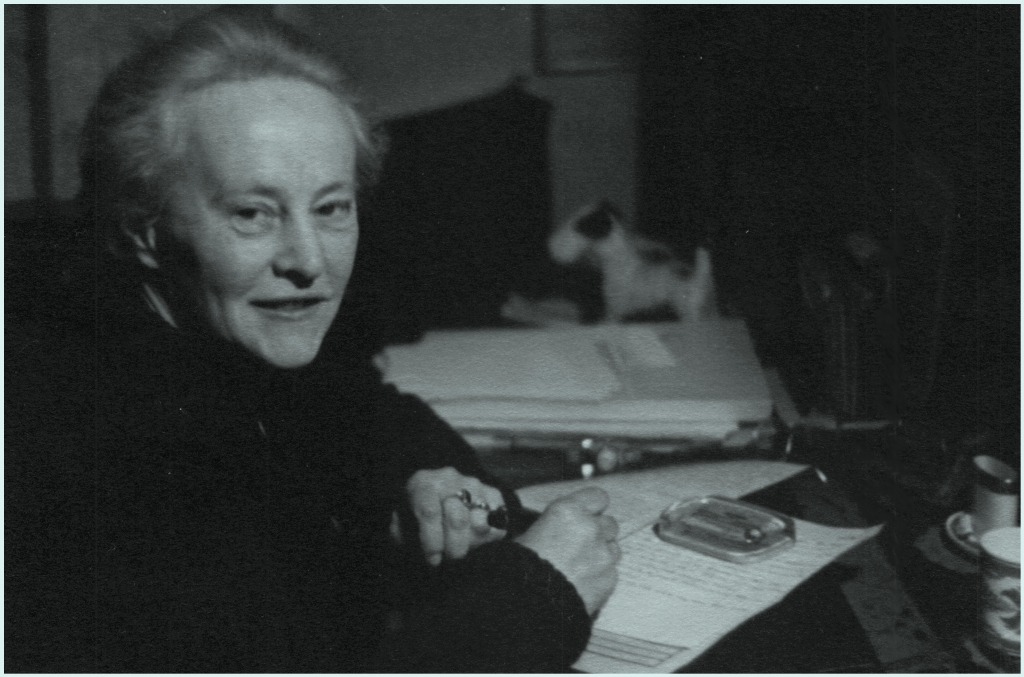
autorka řady románů pro mládež i dospělé Jaromíra Hüttlová ve své pracovně

PhDr. Jaromíra Hüttlová je známá především jako spisovatelka - autorka povídek a románů pro mládež; napsala více než 40 knih a 8 povídek, některé také pod pseudonymy Anna Štětková, B.Dubská, Jarmila Svobodová a Dr.J.H.. V třicátých a čtyřicátých letech 20. století byly její knihy neobyčejně populární. Patřily sice do kategorie umělecky nenáročné a zábavné konzumní četby, ale obsahovaly také výchovné a morální poslání. Ve svých románech se snažila vyhnout podbízivé kýčovité sentimentalitě, která se objevila  např. v knihách ze studentského prostředí Viléma Neubauera (př. Sextánka – kniha 1927, film 1936; Filosofka Mája – 1928). Jako pedagožka zachycovala reálnou atmosféru gymnaziálního světa, kde učila, popisovala studentský život v kolektivu i zdravou morálku studentů. Její dílo bylo adresováno především dospívajícím dívkám a dětem (např.edice Dívčí knihovna - Pod vlajkou mládí). Psala však i pro dospělejší čtenáře (více než 11 titulů) – některé její romány vyšly ve známé Červené knihovně. Obsahem většiny románů i povídek byla milostná témata, ale i příběhy s mírně dobrodružným nebo detektivním dějem. Romány byly většinou ilustrovány, v 30. letech např. A. L. Salačem, Artušem Scheinerem, F. J. Peškem, H. Jakobem, E. Posledníkem. Po roce 1941 napsala pro mládež už jen dvě knihy a čtyři povídky; v důchodu (po roce 1951) napsala ještě jednu knížku pro děti, ale rukopis nebyl nikdy vydán, protože jako „buržoasní“ spisovatelka byla na "seznamu režimem nežádoucích" autorů.
Několik knih Jaromíry Hüttlové vyšlo v dalších upravených vydání v letech 1992-1994 a 2000, např.: v nakladatelství Ivo Železný-Praha: Dáša, pražská studentka (l. vyd. 1929); Jarčina píseň (1931 ); Táňa z naší oktávy (1930); Věrka, hvězda stadionu (1934); Rok dovolené (1934) a Ženy bez domova; Čajovna U dvou růží, Vánoční píseň; Zpověď ženy svého věku; Tragická léta (první vydání rukopisu z autorčiny pozůstalosti).

### Z díla J.Huttlové
| - Z románů pro mládež: - Svéhlavička ze zámoří -1925 - Markova děvčata – 1932 - Hanka z hor – 1933 - Alenčina láska - 1933 - Hoši a děvčata - 1933 - Jožka hledá samostatnost - 1933 - Maryna Horynová - 1933 - Lída a Pavel,kamarádi z páté obecné - 1933 - Jaryna – 1934 - Jenda, slavný sportovec - 1934 - Jirka, děvče bez talentu – 1934 - Sestřička Petra Zemana – 1934 - Olga poznává život – 1935 - Dana - 1935 - Honza a Manka,dvojčata ze sekundy - 1935 - Jarka a Věrka a kamarád Ivan - 1935 - Soňa hraje za oktávu - 1935 - Irča vede jedenáctku – 1936 - Jindra,děvče ze Šumavy - 1936 - Z primy do sekundy - 1936 - Tři děvčata ze sekundy (2.vyd) - 1936 - Děvčata vedou – 1937 - Cesta do ráje – 1937 - Prázdniny naší sekundy - 1937 - Studenti a profesoři - 1937 - Trojlístek z Doubravic - 1937 | - Diplomatka Karla - 1937 - Božka jde do primy – 1938 - Majka cvičí čtvrthodinku - 1938 - Maryna – 1938 - Z usnesení konference - 1938 - Anka se rozhodla – 1939 - Evka jede z Indie – 1939 - Tonča z páté třídy - 1939 - Milča z naší primy - 1940 - My se nebojíme – 1940 - Spolužačky z páté třídy – 1940 - Ančiny veselé kamarádky - 1940 - Nebojácné oktavánky - 1941 - Mluví se o Monice – 1947 - Z ostatních románů: - Jediná noc – 1930 - Filmové nebe – 1933 - Muž a dvě ženy – 1934 - Muž dvou sester - 1934 - Rok dovolené - 1934 - Zaslíbená země – 1935 - Děvče mých snů - 1936 - Trest za manželství – 1938 - Čajová panenka – 1943 - Marie – 1944 - Pohádka o černé růži – 1944 - Poslední noc – 1947 |

### Překladatelka
Jaromíra Hüttlová se věnovala také překladům z němčiny a francouzštiny, přeložila více než 20 knih. Byla „dvorní‘ překladatelkou populárního rakouského spisovatele především dobrodružné, krimi a sci-fi literatury Josepha Delmonta  – přeložila 9 z 10 jeho knih u nás vydaných:  Divoká zvířata ve filmu (1927), Miliardář vagabund (1929), Ostrov popravených (1928), Fantóm rádia (knižně vydané roku 1929, vycházelo na pokračování již v roce 1927 v časopise Radio-Journal.), Tulákovo srdce (1928), V okovech (1928), Darebácké kousky Tima Shea (1930), Zemětřesení (1932), Casanova z Budišína (1931).
Jako překladatelka cizích románů pro dívky upravovala texty převáděním děje do českého prostředí a také počešťovala jména hrdinů. Z jejích překladů jsou známy např.: Brehmův ilustrovaný život zvířat 1-6 (1925-1927); A. Machard: Cvrček detektiv (1928); T. Etzel: Brehmovy povídky o zvířatech 1,2 (1928); L. Steveanhagen: Požár atomů (1930); L. Rogeveen: Tajemná vysílačka (1934); F. Norfolk: Zářící plamen (1942); H. E. Bates: Poslední přistání (1946).

### Publicistka
Kromě spisovatelské práce se také věnovala psaní populárně naučných prací. Uváděny jsou např.: Poklady egyptských hrobů. Z dějin papyru a papyrových nálezů (1919); První pomoc při úrazech (1931). Věnovala se též úpravám textů: Francouzsky v 1000 slovech (1927), Mytologie Řeků a Římanů (1948) a jiné.
Pod jménem J. Rybková, nebo také Rybková-Hüttlová-po svém druhém sňatku-vydala po roce 1936 několik jazykových příruček a učebnic němčiny, např.: Učte s česky /pro německé děti/ (1919); Německy rychle, správně a vesele (1939); Německy rychle v praktických rozhovorech (1940) a jiné. Pod různými jmény (A.Štětková, B.Dubská, J. Svobodová a Dr.J.H.) publikovala (často fejetony) v tisku: Národní politika (v letech 1930-1938), Úhor (1933,1939) a Zora (1936), tento časopis v roce 1936 také redigovala.

## Rodina
PhDr. Jaromíra Hüttlová měla dvě děti: dceru Editu (1917) a syna Pavla (1921-1995), ten byl povoláním ekonom, ale celý život psal básně, jak pro sebe, tak do novin a časopisů. V roce 1990 bylo v Praze ve Viole uvedeno pásmo jeho poezie (recitovali Radovan Lukavský a Vladimír Ráž). Zděděné literární vlohy se zřejmě projevují i v další generaci – blízko k psaní má i jeho dcera Mgr. Jaromíra Hüttlová (např. působí v České televizi jako scenáristka a dramaturgyně).
- Otec Jaromíry Hüttlové Tobiáš Eliáš byl znám pod jménem T. E. Tisovský (19.1. 1863 – 23.3.1939). Absolvent ČVUT v Praze byl zaměstnán na Zemském finančním ředitelství jako kontrolor, později vrchní kontrolní rada. Byl literárně činný a jeho tvorba představuje více než padesát položek. Novely; knihy pro děti; vzdělávací knihy; romány pro dospělé; překlady knih. Přítel Aloise Jiráska je čestným občanem tisovské obce a v roce 2008 mu byl u rodného domu čp.46 v Tisové odhalen pamětní kámen..
- Sestra Jaromíry Hüttlové - PhDr. Miloslava Eliášová (9.2.1891 – 14.1.1942 ) byla profesorkou převážně na Státních reálných gymnáziích, naposledy v Nymburku (1935–1941). Také se věnovala psaní, např. Příhody Odysseovy (1911), Cid: O národním hrdinovi španělském (1913 – obě u nakl. Šimáček, Praha); knížky vyšly znovu v roce 1921 (nakladatel Šolc a Šimáček).
- Mladší bratr Jaromíry Hüttlové – JUDr. Oldřich Eliáš (24. září 1895 - 8. listopadu 1941), úředník, vrchní rada Nejvyššího finančního kontrolního úřadu v Praze, se zajímal o kabbalu v souvislostech dějin židovského národa; navštěvoval přednášky o asyrologii a egyptologii a studoval hebrejštinu; jako jeden z mála českých hermetiků ovládal starou hebrejštinu. Jeho dílo - Monografie o Golemovi z roku 1924 je považována za nejlepší, co bylo ve světové literatuře k problematice magicky oživených soch publikováno. Hodně publikoval časopisecky, redigoval časopis Stopy duše. Za německé okupace byl zatčen, po věznění v Terezíně byl převezen do koncentračního tábora v Osvětimi, kde 8.11.1941 zemřel.
- Bratr JUDr. Mojmír Eliáš (1901–1945), byl gestapem zatčen v lednu 1945 a vězněn v Terezíně, po návratu domů podlehl tyfové infekci - zemřel 5.6.1945.
  - Publikace O.Eliáše: Mrtví se mstí - na okraj záhadné smrti objevitele hrobky Tutanchámonovy (Praha 1923); Magie a démonologie ve staré Babylónii (Praha 1923, reprint 1997); Golem - historická studie na podkladě okultním (Praha 1924, reprint 1996); Úvod do magie (Universalia, Praha 1935); Kabbala - pojem, dějiny a prameny (Praha 1938).